# خار تهیگاهی بالایی پیشین
خار تهیگاهی بالایی پیشین یا خار قدامی فوقانی ایلیاک یا آسیس (به انگلیسی: (Anterior superior iliac spine (ASIS) یک برآمدگی استخوانی از استخوان تهیگاهی (ایلیوم) و یک نقطه عطف مهم از کالبدشناسی سطح است. این نقطه اشاره به انتهای قدامی ستیغ تهیگاهی (ایلیاک کرست) استخوان لگن دارد. این ماده پیوستگی برای رباط کشاله ران (اینگوئینال) و ماهیچه خیاطه (سارتوریوس) را فراهم می‌کند. ماهیچه کشنده نیام پهن (تنسور فاسیا لاتا) به جنبه جانبی آسیس متصل می‌شود و همچنین در حدود ۵ سانتی‌متر دورتر از برجستگی تکمه‌ای استخوان تهیگاهی (توبرکل ایلیاک) است.

## ساختار
آسیس به انتهای قدامی ستیغ تهیگاهی استخوان لگن اشاره دارد. یک نقطه عطف کلیدی است و به راحتی لمس می‌شود. این اتصال برای رباط کشاله‌ای، ماهیچه خیاطه و ماهیچه کشنده نیام پهن فراهم می‌کند.
ساختارهای متنوعی اطراف آسیس قرار دارند، از جمله:
- سرخرگ رانی (که از بین عصب زیردنده‌ای و التصاق شرمگاهی (سمفیزپوبیس) عبور می‌کند)
- عصب زیردنده‌ای (ساب‌کوستال)
- عصب ایلوهیپوگاستریک

## اهمیت بالینی
آسیس سرنخی در شناسایی برخی دیگر از علائم بالینی از جمله نقطه مک‌برنی، خط نلاتون و طول واقعی پا ایجاد می‌کند (طول نابرابر پا را نگاه کنید).
همچنین این یک نقطه عطف مهم برای رویکردهای مختلف جراحی مانند درمان فتق است. شدت علائم آسیب به عصب ایلوهیپوگاستریک می‌تواند نشان دهد در بالا یا زیر آسیس آسیبی رخ داده‌است.
می‌توان این استخوان را از در نزدیکی ستیغ تهیگاهی برداشت (پیوند استخوان) و برای استفاده در سایر نقاط بدن استفاده کرد. از آنجا که عصب زیردنده‌ای نزدیک به آسیس واقع شده خطر آسیب وجود دارد.
نوار تهیگاهی‌درشت‌نئی (باند ایلیوتیبیال) ممکن است در جایی که از طریق ستون فقرات ایلیاک قدامی عبور کند در نشانگان نوار تهیگاهی‌درشت‌نئی تحریک شود.

## جستارهای پیوسته
- فتق
- نقطه مک برنی

## نگارخانه

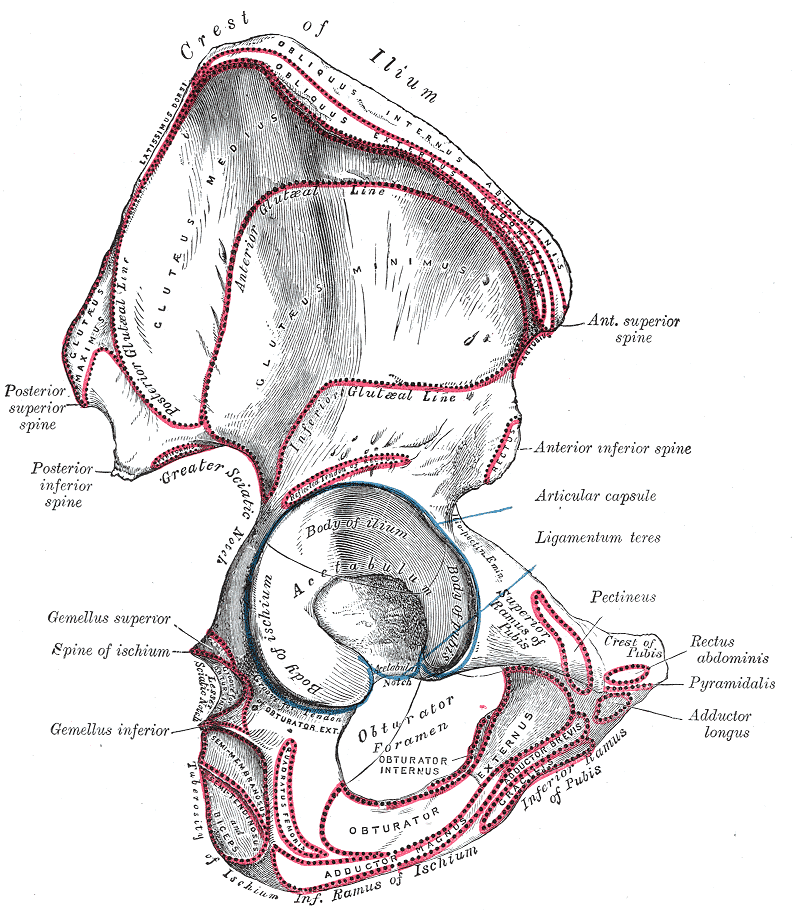
سطح خارجی هیپ راست .
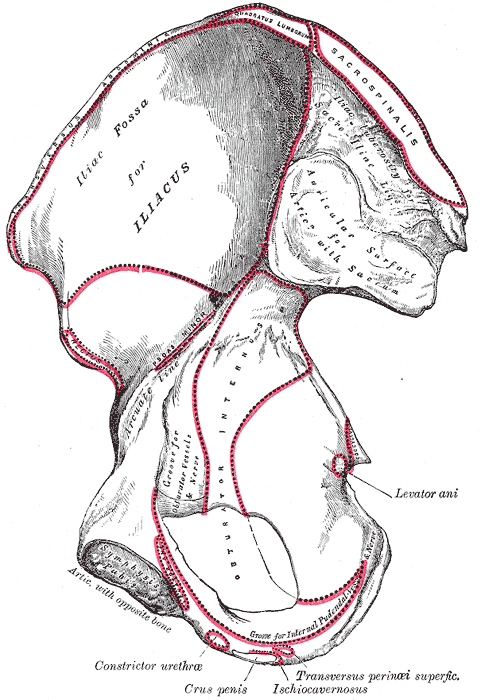
سطح داخلی هیپ راست.
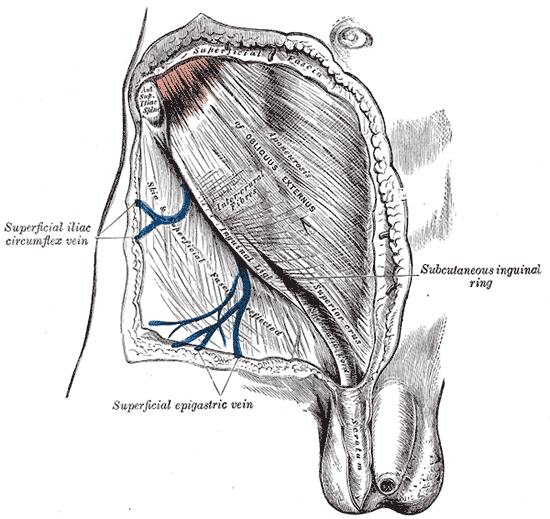
حلقه اینگوینال زیر جلدی.
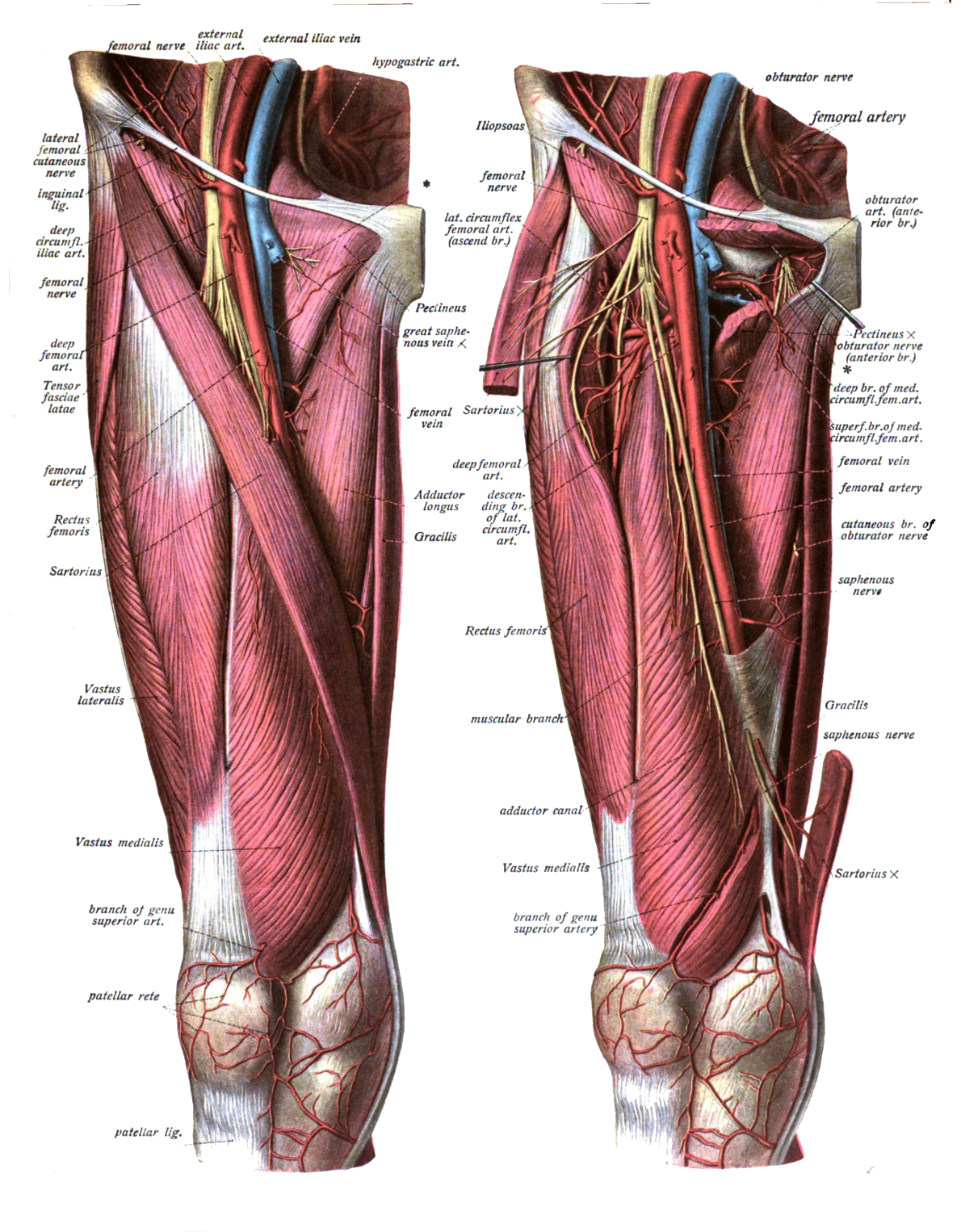
اسیس به عنوان منشا عضلات در بالا سمت چپ قابل مشاهده است .
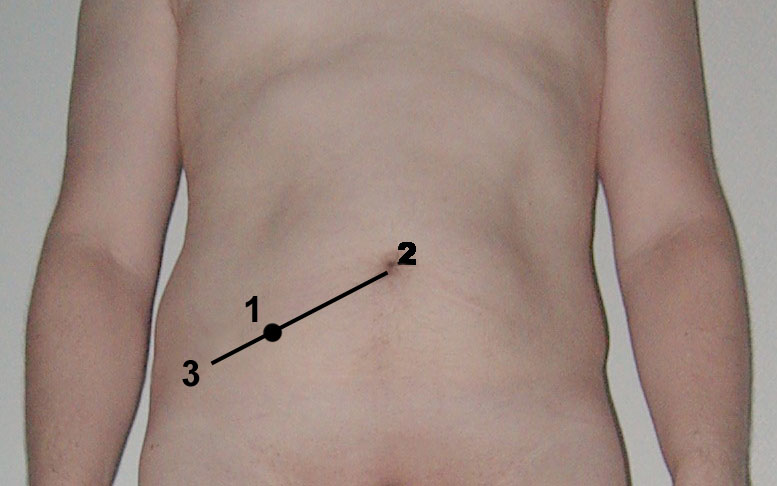
موقعیت نقطه مک برنی(۱) که در فاصله دو سوم از ناف(۲) قرار دارد نسبت به آسیس(۳)